# Hijumervaart
De Hijumervaart (Hijumer Feart) is een kanaal in de gemeenten Leeuwarden en Noardeast-Fryslân in de Nederlandse provincie Friesland. Het grootste gedeelte van het kanaal vormt de grens tussen beide gemeenten.
De Hijumervaart loopt van de Finkumervaart en de Leistervaart ten oosten van Oude Leije in noordwaartse richting. Na nog geen kilometer - op de grens van de gemeenten Leeuwarden en Noardeast-Fryslân - maakt het kanaal een haakse bocht en loopt in oostelijke richting langs Hijum. Vanaf deze plaats loopt het kanaal in zuidoostelijke richting tot de Zuidermiedweg. Na 500 meter maakt het kanaal een haakse bocht naar het zuidwesten (en verlaat de gemeente Noardeast-Fryslân) om ten westen van het natuurgebied Wide Mar te eindigen in de Finkumervaart.
De Mariëngaarderbrug over de Hijumervaart is op 10 april 2000 ingeschreven als rijksmonument in het monumentenregister. De brug ligt even ten zuiden van de plaats waar vroeger het klooster Mariëngaarde heeft gestaan.